# ハクバ写真産業
ハクバ写真産業株式会社（HAKUBA Photo Industry Co.,Ltd.）は、東京都墨田区に本社を置く、写真用品の製造と販売を主業務とする日本の企業。略称ハクバ。1955年9月21日設立である。
カメラケース・バッグの販売では日本国最大手である。また、安価な三脚を中心に販売し、日本における三脚のシェアは高い。自社製品だけでなく、海外のカメラバッグやカメラストラップの代理店業務を手がける。

## 沿革
- 1955年（昭和30年）6月 - 東京都千代田区九段北において、三洋写真商会を設立[4]。
- 1959年（昭和34年）2月 - 有限会社三洋写真商会に組織変更。
- 1966年（昭和41年）10月 - 東京都千代田区神田神保町に本社移転。
- 1976年（昭和51年）3月 - 社名をハクバ写真産業株式会社に変更。
- 1986年（昭和61年）6月 - 東京都墨田区に本社を移転。
- 1990年（平成2年）8月 - 名古屋支店を設立。
- 2001年（平成13年）7月 - 国際標準環境システム「ISO14001」認証取得。
- 2020年（令和2年）8月 -  ベルボン株式会社からカメラ用三脚の企画・設計・開発・修理について事業譲受。

## 製品一覧

### カメラバッグ
- GW−PRO REDシリーズ - 同社ハイエンドカメラバッグ、カメラ機材の負担を軽減する機構がある[5]
- Chululuシリーズ - 北欧のトナカイをイメージしたというシリーズ[6]

### カメラジャケット・カメラケース
- スリムフィットシリーズ
- Chululuシリーズ
- ピクスギアシリーズ
- ムービーケースシリーズ - ビデオカメラ用ケース

### カメラバッグアクセサリ
- インナーソフトボックス
- ワイドクッションパッド/ベルト
- ドライボックス
- ソフトボックス
- レインカバー

### レンズフィルター
- ULTIMAシリーズ - 高透過率ガラス採用
- XC-PROシリーズ - 低反射、撥水防汚
- SMC-PROシリーズ

### 三脚/一脚
- ベルボン - トラベルカーボン三脚[7]
- ハクバ コンパクト
- ハクバ プランナー
- ハクバ 一脚シリーズ

### ストラップ
- オリイロストラップ
- ルフトデザインストラップ - 専用のアタッチメントがありストラップの脱着が容易
- IND2（インダツー） - プロカメラマンでもある半杭誠一郎氏デザインのブランド
- BLACKRAPID - カメラを逆さ吊ることで速写と快適さを兼ね備えたストラップ[8]

### レンズケース
- GW−PRO REDシリーズ
- クラシックレンズポーチシリーズ - 巾着型のポーチ
- ハードボトムシリーズ - 厚いクッションと硬質のシェルで衝撃性が高いポーチ
- スリムフィットシリーズ - 伸縮性とクッション性に優れたポーチ

### ハードケース
- アルミケース
- PELICAN（ペリカン） - アメリカペリカン社のハードケース

### 電子機器ケース
- PCケース
- タブレットケース
- 電子辞書ケース

### 撮影用品
- GW−PRO RED フォトグローブ - 寒冷地仕様の高性能フォトグローブ
- GW−PRO RED カメラマンベスト

- ストロボディフューザー
- バックスクリーン
- スタジオボックスアイテム
- レフ板

### メンテナンス用品
- レンスペン3シリーズ
- ハイパワーブロワーシリーズ
- センサークリア3キット
- E-ドライボックス - 防湿庫
- ドライボックス

## 販売代理
- ペリカン - アメリカPelican Products.incの保護ケース
- BLACKRAPID - アメリカBLACKRAPID社のストラップ、速写性に優れる[8]
- Marsace（マセス） - 韓国Marsace社の三脚
- OUTDOOR PRODUCTS - アメリカOutdoor Products社のバッグ
- Haida - 中国寧波Haida写真用品有限公司のフィルターシステム

## その他
- 真剣勝負バックパック - 写真家米美知子監修。インプレス社、写真SNSサイト「GANREF」との協業で開発したカメラバックパック。[9]

## 関連会社
- ハクバ物流株式会社
- ハクバ紙工株式会社
- 株式会社ファインシード
- 株式会社TeraDox
- 株式会社ホクシン交易
- 株式会社宣工社
- 株式会社スタジオ玄